# NGC 1851

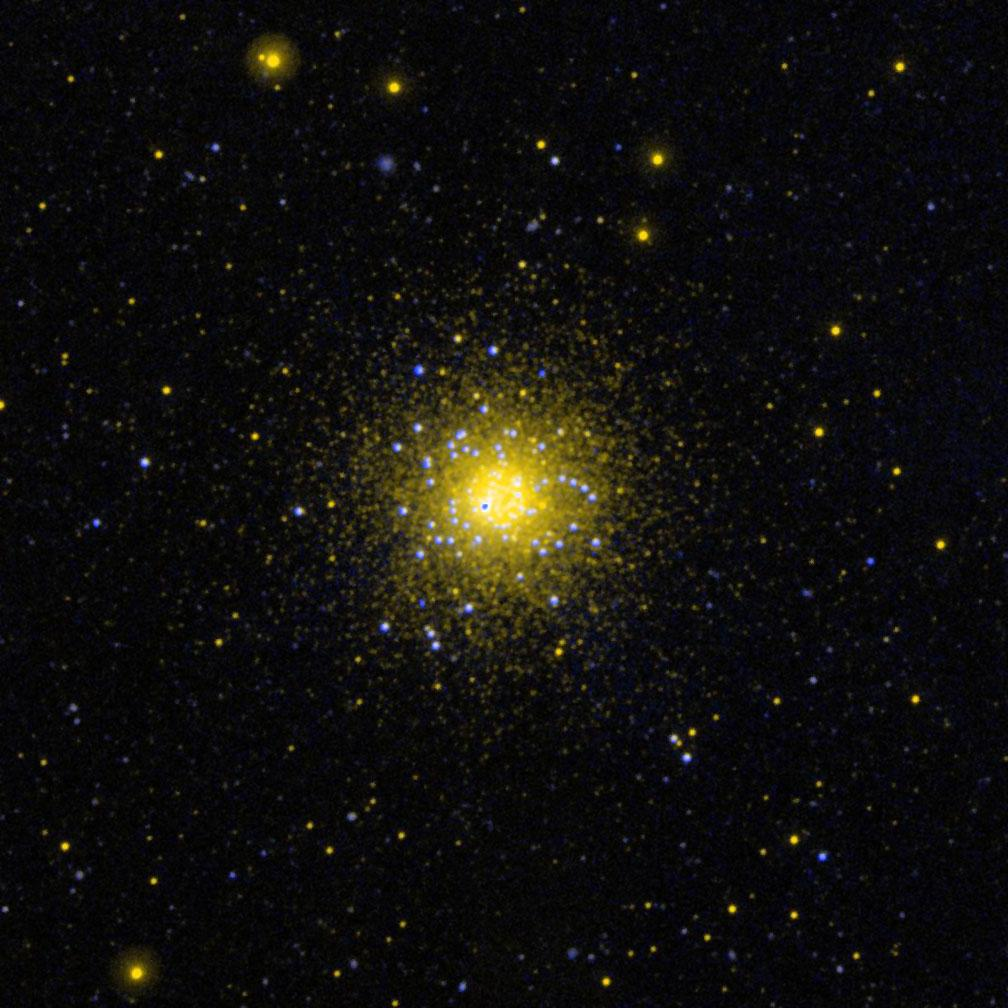
NGC 1851

NGC 1851 sau Caldwell 73 este un roi globular din constelația Porumbelul. 